# Andy Leaning
Andrew John Leaning, più conosciuto con il diminutivo Andy Leaning (Howden, 18 marzo 1963) è un allenatore di calcio ed ex calciatore inglese, di ruolo portiere.

## Carriera

### Giocatore
Dopo aver giocato a livello semiprofessionistico con York Railway Institute e Rowntree Mackintosh in Northern Counties East Football League, nel 1985, all'età di 22 anni, viene tesserato dallo York City, club della terza divisione inglese. Qui inizia la stagione come riserva di Mike Astbury, ma già dopo poche settimane complice un infortunio di quest'ultimo viene schierato come titolare, riuscendo poi a mantenere il posto anche dopo il rientro di Astbury: gioca infatti 30 partite nella Third Division 1985-1986 e 39 partite nella Third Division 1986-1987, al termine della quale viene ceduto allo Sheffield Utd, club di seconda divisione, con la cui maglia nella stagione 1987-1988 gioca 21 partite di campionato.
Nell'estate del 1988 viene ceduto al Bristol City, in terza divisione: qui gioca 6 partite nella stagione 1988-1989 e 19 partite nella stagione 1989-1990, che si conclude con la promozione dei Robins in seconda divisione, categoria nella quale Leaning gioca poi 29 partite nella stagione 1990-1991, 20 partite nella stagione 1991-1992 ed una partita nella stagione 1992-1993; nella stagione 1993-1994 viene invece ceduto a stagione in corso al Lincoln City, con cui dal marzo del 1994 alla fine del campionato gioca 8 partite in quarta divisione. Rimane nel club anche nel biennio successivo, durante il quale gioca ulteriori 28 partite in questa categoria. Nell'estate del 1996 va in Scozia al Dundee, club della seconda divisione locale, ma già dopo pochi mesi, nei quali peraltro non scende mai in campo, torna in Inghilterra per giocare nel Chesterfield, club di terza divisione, con cui nell'arco di poco meno di quattro stagioni gioca in totale 29 partite in questa categoria.
In carriera ha giocato complessivamente 223 partite nei campionati della Football League (71 in seconda divisione, 116 in terza divisione e 36 in quarta divisione).

### Allenatore
Ha lavorato per più di quindici anni come preparatore dei portieri in vari club professionistici inglesi.